# Pelturagonia
Pelturagonia – rodzaj jaszczurek z podrodziny Draconinae w obrębie rodziny agamowatych (Agamidae).

## Zasięg występowania
Rodzaj obejmuje gatunki występujące na obszarze Indonezji i Malezji.

## Systematyka

### Etymologia
Pelturagonia: gr. πελτη peltē „mała tarcza”; ουρα oura „ogon”; γωνια gōnia „róg, kąt”.

### Podział systematyczny
Takson wskrzeszony z synonimii Phoxophrys na podstawie analiz opartych na danych morfologicznych i filogenetycznych w 2019 roku. Do rodzaju należą następujące gatunki:
- Pelturagonia anolophium Harvey, Larson, Jacobs, Shaney, Streicher, Hamidy, Kurniawan & Smith, 2019
- Pelturagonia borneensis (Inger, 1960)
- Pelturagonia cephalum Mocquard, 1890
- Pelturagonia nigrilabris (Peters, 1864)
- Pelturagonia spiniceps (Smith, 1925)